# Попов Верх (Тульская область)
Попов Верх — упразднённая деревня в Ефремовском районе Тульской области России.

## География
Урочище находится в юго-восточной части Тульской области, в лесостепной зоне, на левом берегу реки Замарайки, к югу от автодороги 70К-123, на расстоянии примерно 17 километров (по прямой) к востоку от города Ефремова, административного центра округа.

### Климат
Климат характеризуется как умеренно континентальный, с умеренно холодной снежной зимой и тёплым летом. Среднегодовая многолетняя температура воздуха составляет +4 — +4,6°С. Средняя температура воздуха самого холодного месяца (января) — −6,7 °C (абсолютный минимум — −46 °C), средняя температура самого тёплого (июля) — +18 °С (абсолютный максимум — +38 °C). Безморозный период длится в среднем 149 дней. Среднегодовое количество атмосферных осадков составляет 650—730 мм, из которых большая часть (около 460 мм) выпадает в тёплый период. Снежный покров держится в течение 130—145 дней. Среднегодовая скорость ветра составляет 3,6 м/с.

## История
По состоянию на 1926 год, в Поповом Верху имелось 27 крестьянских хозяйств и проживало 135 человек (70 мужчин и 65 женщин). В административном отношении деревня входила в состав Замарайского сельсовета Ефремовского уезда Тульской губернии.